# NGC 210
NGC 210 ist eine Balken-Spiralgalaxie vom Hubble-Typ SBb im Sternbild Walfisch südlich des Himmelsäquators. Sie ist schätzungsweise 75 Millionen Lichtjahre von der Milchstraße entfernt und hat einen Durchmesser von etwa 90.000 Lichtjahren.
Die Supernova SN 1954R wurde hier beobachtet.
Im selben Himmelsareal befinden sich unter anderem die Galaxien NGC 178, PGC 2465, PGC 930202, PGC 930253.
Das Objekt wurde am 3. Oktober 1785 vom deutsch-britischen Astronomen Wilhelm Herschel entdeckt.